# Radio Isadora
Radio Isadora es una radioemisora chilena originaria de la ciudad de Chillán, perteneciente a la empresa Alva S.A. Su señal transmite a través de toda la Región de Ñuble, además de otras comunas dentro de las regiones del Biobío, Araucanía y Maule.
Fue creada en 1989 por José Alberto Valdebenito Jara, quien antes de fundar Isadora FM, fue locutor en otras estaciones de radio como El Sembrador, Alborada y La Discusión, al año siguiente emite su primera señal teniendo a su creador como director y locutor oficial, no sería hasta 1993 que la radioemisora contaría con su primer programa, "Isadora en el deporte".